# إم سي بي بنك المحدود

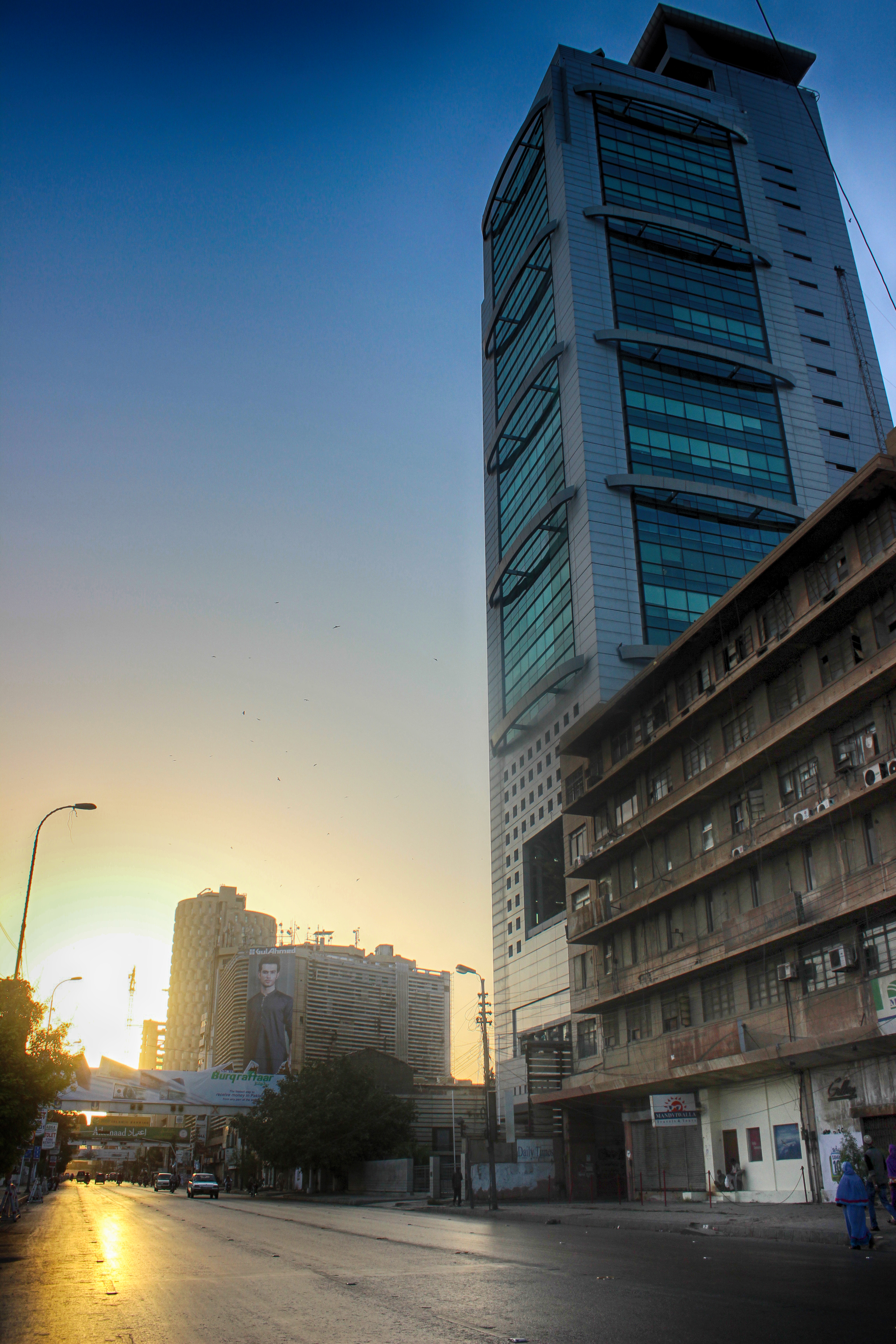
برج MCB في كراتشي، باكستان

إم سي بي بنك المحدود هو بنك تجاري باكستاني ومقره لاهور، باكستان. غالبية الأسهم مملوكة لمجموعة نيشات الباكستانية وبنك مايبانك الماليزي.
تم تأسيسها بواسطة مجموعة أدمجي في 9 يوليو 1947. تأسس البنك لتوفير التسهيلات المصرفية لمجتمع الأعمال في جنوب آسيا. تم تأميم البنك في عام 1974 في عهد حكومة ذو الفقار علي بوتو. كان هذا أول بنك يتم خصخصته في عام 1991 وتم شراء البنك من قبل مجموعة من الشركات الباكستانية التي تقودها مجموعة نيشات. اعتبارًا من يونيو 2008، تمتلك مجموعة نيشات حصة أغلبية في البنك. رئيس البنك هو عمران مقبول.
المجموعة لها وجود في قطاعات الأعمال في البلاد مثل الأعمال المصرفية والنسيج والأسمنت والتأمين. ميان محمد منشه هو رئيس كل من المجموعة والبنك. أنشأ البنك وحدة مصرفية إسلامية لتقديم منتجات وخدمات متوافقة مع أحكام الشريعة الإسلامية، مع فروع مصرفية إسلامية مخصصة في ست مدن.
في عام 2005 اختصرت إدارة البنك اسمها من بنك المسلم التجاري المحدود إلى إم سي بي بنك المحدود لاستكشاف الأسواق الدولية؛ كانوا يواجهون مقاومة بسبب كلمة مسلم خاصة من الدول الغربية للاستفادة من الترخيص. في عام 2008، تم نقل المكتب الرئيسي لـه من كراتشي إلى لاهور في مبنى تم إنشاؤه حديثًا، وهو دار إم سي بي الواقع في شارع شاوس غوس العظام، المعروف باسم طريق جايل.
أصبحت بناءً على نصيحة ميريل لاينش، رابع شركة باكستانية (الثلاث الأخرى هي هوبكو وبي تي سي ال وشاكوال، وقد تم شطبها جميعًا) للإدراج في بورصة لندن للأوراق المالية عندما جمعت إيصالات إيداع عالمية بقيمة 150 مليون دولار أمريكي.

## روابط خارجية
- أخبار الفجر
- بنك مسلم التجاري
- أخبار الفجر